# Sofia del Palatinat
Sofia del Palatinat (La Haia, 14 d'octubre de 1630 - Hannover, 1714), fou electriu de Hannover i princesa del Palatinat amb el tractament d'altesa que contragué matrimoni amb l'elector Ernest August de Hannover.
Nascuda el dia 1630 a La Haia on la seva família vivia exiliada des de 1622. Filla de l'elector Frederic V del Palatinat i de la princesa Elisabet d'Anglaterra. Sofia era neta per via paterna de l'elector Frederic IV del Palatinat i de la princesa Lluïsa Juliana d'Orange-Nassau; i per via materna ho era del rei Jaume I d'Anglaterra i de la princesa Anna de Dinamarca.
L'electora palatina intentà un casament avantatjós per la seva filla petita. Així, intentà concertar un matrimoni entre Sofia i el rei Carles II d'Anglaterra. Ara bé, l'escàs interès de la princesa palatina feu que el matrimoni no arribés a bon port i Sofia es traslladà a viure amb el seu germà, el nou elector Carles I Lluís, elector palatí.
El dia 30 de setembre de 1658 contragué matrimoni a Heidelberg amb el duc i després elector Ernest August de Hannover, fill del príncep Jordi de Brunsvic-Lüneburg-Calenberg i de la landgravina Anna Elionor de Hessen-Darmstadt. La parella tingué set fills:
- SM el rei Jordi I de la Gran Bretanya, nat a Hannover el 1660 i mort a Osnabrück el 1727. Es casà amb la princesa Sofia Dorotea de Celle (1666-1726).
- SAR el príncep Frederic August de Hannover, nat a Hannover el 1661 i mort a Hannover el 1691.
- SAR el príncep Maximilià Guillem de Hannover, nat a Hannover el 1666 i mort a Hannover el 1726.
- SAR la princesa Sofia Carlota de Hannover, nada a Osnabrück el 1668 i morta a Hannover el 1705. Es casà amb el rei Frederic I de Prússia.
- SAR el príncep Carles Felip de Hannover, nat a Hannover el 1669 i mort a Hannover el 1690.
- SAR el príncep Cristià Enric de Hannover, nat a Hannover el 1671 i mort el 1703.
- SAR el príncep Ernest August de Hannover, nat el 1674 a Osnabrück i mort el 1728 a Osnabrück.

Interessada enormement en la cultura, mantingué una important correspondència amb Gottfried Leibniz que fou convidat de Sofia i del seu espòs des de 1676 fins a la seva mort el 1716. A part de l'amistat amb Leibniz, Sofia es mostrà interessada en la jardineria essent una bona prova la restauració dels jardins del palau de Herrenhausen a Hannover.
L'Acte d'Establiment de 1701 al Regne de la Gran Bretanya nomenà a Sofia hereva al tron anglès en cas que la reina Anna I d'Anglaterra morís sense descendència. Sofia era filla de la princesa Elisabet d'Anglaterra i neta del rei Jaume I d'Anglaterra. A part d'aquest fet, Sofia pertanyia a una família protestant i tenia importants relacions de família amb el rei Guillem III d'Anglaterra espòs de la reina Maria II d'Anglaterra i d'Escòcia i estendard del protestantisme.
L'Acte de Naturalització de Sofia produïda l'any 1705 garantí definitivament a Sofia el dret d'ocupar el tron britànic, així com de tots els seus descendents protestants de la princesa palatina.
Malgrat que considerablement més vella que la reina Anna I d'Anglaterra, Sofia gaudia d'una salut envejable, a diferència de la reina anglesa. Tot i així, Sofia moria dies abans que Anna a causa d'un col·lapse cardíac mentre passejava pels jardins del palau de Herrenhausen l'any 1714 als 83 anys. A la seva mort, els drets dinàstics de Sofia passaren al seu fill primogènit, Jordi I de la Gran Bretanya.